# رنگین‌کمان (ترانه سیا)
 " رنگین‌کمان " ترانه ای از سیا است که در تاریخ ۱۵ سپتامبر ۲۰۱۷ منتشر شد و به عنوان تک آهنگ اصلی از موسیقی متن فیلم انیمیشنی فیلم پونی کوچولو است. در این فیلم ، این ترانه توسط یک خواننده پاپ پگاسوس (پونی پرنده) به نام سانگبرد سرینید (با صداپیشگی سیا) اجرا می شود. 